# Christoph W. Clairmont
Christoph W. Clairmont, né à Zurich le 13 février 1924 et mort le 4 mai 2004, est un archéologue et historien de l'art grec d'origine suisse, spécialiste des stèles funéraires attiques auxquelles il a consacré son œuvre majeure.

## Biographie
Christoph Walter Clairmont fait ses études en Suisse et en Angleterre.
Il a été professeur assistant à l'université Yale de 1953 à 1959. En 1967, il est devenu professeur à l'université Rutgers, dans le New Jersey, où il a exercé pendant une vingtaine d'années. En 1993, il publie son œuvre principale Classical Attic Tombstones (CAT) en huit volumes. L'ouvrage était présenté comme un complément de la publication d'Alexander Conze, Die attische Grabreliefs, parue en quatre volumes entre 1893 et 1922.
Il était marié avec l'archéologue Victorine von Gonzenbach, spécialiste de l'archéologie de la Suisse romaine.

## Publications
- (de) Die Bildnisse des Antinous. Ein Beitrag zur Portraitplastik unter Kaiser Hadrian, Rome, Institut suisse à Rome, 1966.
- (en) Gravestone and Epigram, Mainz, Ph. von Zabern, 1970, XX-189 p., 37 pl.
- (en) Patrios Nomos. Public Burial in Athens during the fifth and fourth centuries B. C., 2 vol., Oxford, 1983.
- (en) Classical Attic Tombstones, 8 vol., Kilchberg, Akanthus, 1993 ; Supplementary Volume, Kilchberg, Akanthus, 1995.
- (en) Fauvel. The First Archaeologist in Athens and his Philhellenic Correspondents[1], Zurich, Akanthus, 2007, 295 p.  (ISBN 978-3-905083-25-5)